# دگوریچ
دگوریچ (به صربی: Degurić) یک منطقهٔ مسکونی در صربستان است که در والیفو واقع شده‌است. دگوریچ ۳۸۳ نفر جمعیت دارد.